# Veronicastrum robustum
Veronicastrum robustum là một loài thực vật có hoa trong họ Mã đề. Loài này được (Diels) D.Y. Hong miêu tả khoa học đầu tiên năm 1979.